# Rhyacia quadrangula
Rhyacia quadrangula là một loài bướm đêm thuộc họ Noctuidae. Nó được tìm thấy ở Iceland, Trung Á, dãy núi Pamir, Greenland cũng như Canada (Quebec, Northwest Territories, Manitoba, Nova Scotia và Newfoundland và Labrador) và tây bắc Hoa Kỳ.
Sải cánh dài 36–38 mm. Con trưởng thành bay từ tháng 7 đến tháng 9.
Ấu trùng ăn các loài Gramineae.

## Hình ảnh

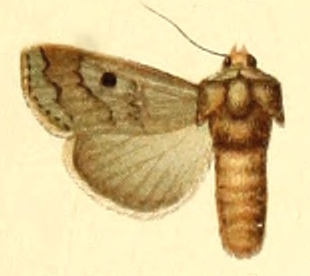
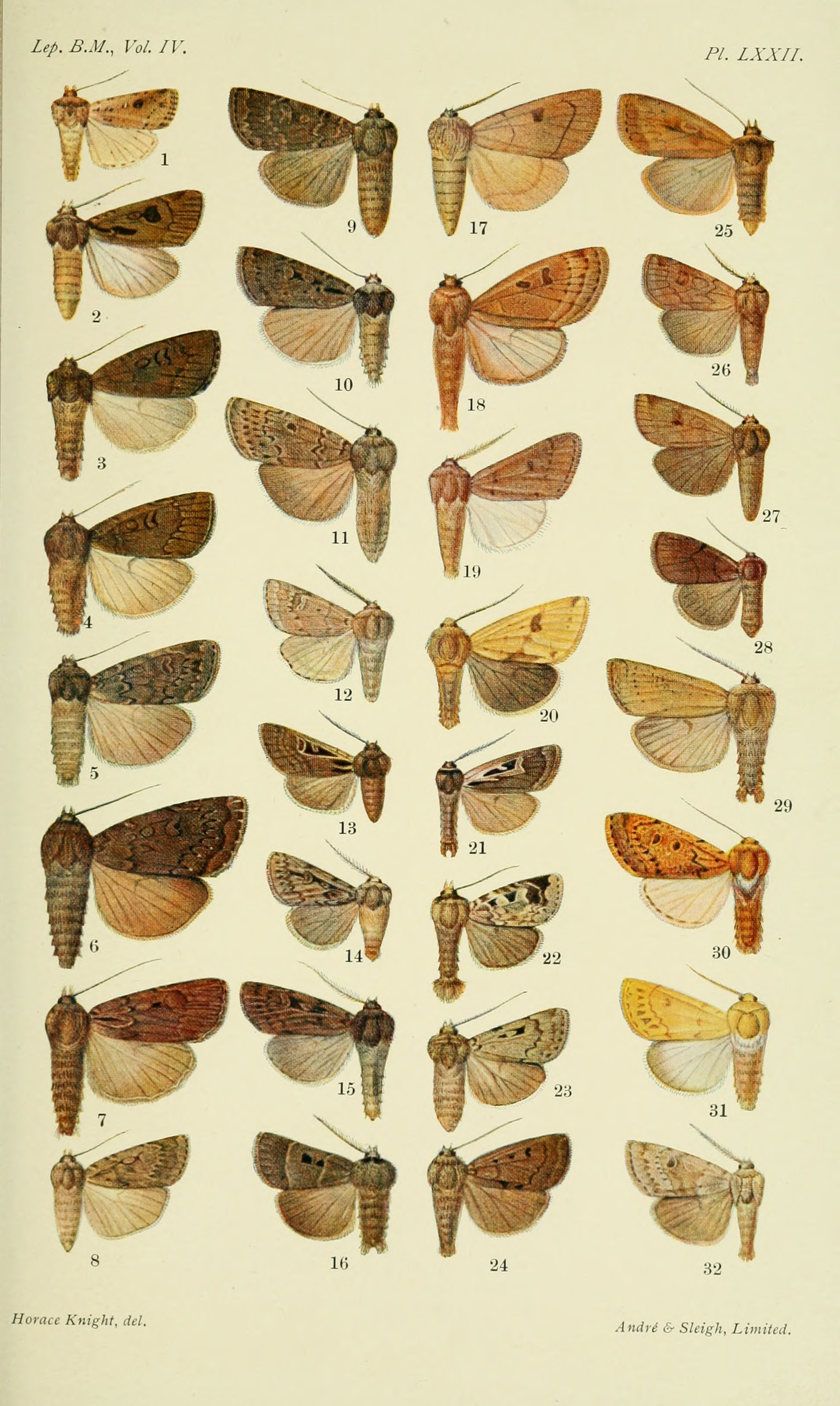